# Пелплинска епархия
Пелплинската епархия (на полски: Diecezja pelplińska; на латински: Dioecesis Pelplinensis) е административно-териториална единица на католическата църква в Полша, западен обред. Суфраганна епископия на Гданската митрополия. Установена на 25 март 1992 година с булата „Totus Tuus Poloniae Populus“ на папа Йоан-Павел II, като наследява епископската традиция на Хелмженската епархия, създадена през 1243 година от папа Инокентий IV. Заема площ от 12 890 км2 и има 725 000 верни. Седалище на епископа е град Пелплин.

## Деканати
В състава на епархията влизат тридесет деканата.
| - Битовски деканат - Божишковски деканат - Бруски деканат - Глувчицки деканат - Гневински деканат - Гневски деканат - Зблевски деканат - Йежевски деканат - Каменски деканат - Картуски деканат | - Короновски деканат - Кошчерски деканат - Лебски деканат - Лемборски деканат - Лупавски деканат - Любевски деканат - Новски деканат - Пелпински деканат - Рителски деканат - Скажевски деканат | - Скужецки деканат - Старогардзки деканат - Стенжицки деканат - Тухолски деканат - Тчевски деканат - Хойтицки деканат - Черски деканат - Члуховски деканат - Швецки деканат - Шераковицки деканат |